# Étienne Pierre Debosque
Étienne Pierre Debosque est un homme politique français né le 29 avril 1774 à Espéraza (Aude) et décédé le 3 septembre 1824 à Carcassonne (Aude).

## Biographie
Directeur des impôts indirects, il est député de l'Aude en 1815, pendant les Cent-Jours.

## Sources
- « Étienne Pierre Debosque », dans Adolphe Robert et Gaston Cougny, Dictionnaire des parlementaires français, Edgar Bourloton, 1889-1891 [détail de l’édition]